# Sri Lanka na Letnich Igrzyskach Olimpijskich Młodzieży 2010
Sri Lankę na Letnich Igrzyskach Olimpijskich Młodzieży w Singapurze w 2010 reprezentować będzie 7 sportowców w 4 dyscyplinach.

## Lekkoatletyka
- Indunil Herath

## Badminton
- Dilshan kariyawasam
- Lekha Shehani

## Pływanie
- Heshan Unamboowe
- Madhavi Weeraratne

## Tennis stołowy
- Hasintha Arsa Marakkala
- Nuwani G. Vithange